# Leon Botha
Leon Botha (ur. 4 czerwca 1985 roku w Kapsztadzie, zm. 5 czerwca 2011) – południowoafrykański malarz i performer muzyczny, był jedną z najdłużej żyjących osób cierpiących na progerię.

## Życiorys
Pierwszą samodzielną wystawę zorganizował w styczniu 2007 roku. Miała ona miejsce w Rust-en-Vrede Gallery w kapsztadzkiej dzielnicy Durbanville i poświęcona była kulturze hip-hop jako drodze życia. Drugą wystawę otworzył w 2009 roku. Z kolei w styczniu 2010 roku otwarto w kapsztadzkiej Joao Ferreira Gallery wystawę fotografii przedstawiających Bothę autorstwa Gordona Clarka. Wystąpił także w teledysku do utworu „Enter The Ninja” grupy Die Antwoord. 
Występował również jako DJ pod pseudonimem DJ Solarize.  
Zmarł dzień po swoich 26 urodzinach.
Postać Leona Bothy stała się inspiracją dla opery Solarize Marcina Stańczyka (libretto Andrzej Szpindler), która miała premierę w 2014 roku w Teatrze Wielkim - Operze Narodowej w ramach „Projektu P”.